# Horror (periodico)
Horror è stata una rivista mensile italiana di fumetti e cinema dedicata al fantastico pubblicata dalla Gino Sansoni Editore fra il 1969 e il 1972 in due serie.  Il successo della pubblicazione nasce dalla sua autarchia che propone ai lettori suggestioni fantastiche di ambientazione italiana nella tradizione della letteratura gotica e horror ottocentesca che già si rifaceva alle stesse ambientazioni e a momenti storici come la Controriforma e l’Inquisizione, rifacendosi alla tradizione e riscoprendo il grottesco italiano. 

## Storia editoriale
La rivista ha pubblicato fumetti dedicati al fantastico realizzati da autori italiani ma su ispirazione di riviste di fumetti statunitensi come Creepy ed Eerie e venne curata da Pier Carpi e Alfredo Castelli ed edita dalla Gino Sansoni Editore. Vennero pubblicati in totale 31 numeri in formato 20x27 cm a 64 pagine in bianco e nero divisi in due serie, la prima pubblicata da dicembre 1969 (nº1) a Novembre 1971 (nº 22) e la seconda da febbraio 1972 (nº1 [23]) a ottobre 1972 (nº 9 [31]) la quale ha una doppia numerazione, la propria e quella che riprende la serie precedente. Nel nº9 [31] ristampa un episodio di Diabolik. Le copertine sono realizzate a tempera da Marco Rostagno con la classica combinazione di un personaggio femminile e di una creatura mostruosa. Pubblica anche le strisce a fumetti umoristiche di Coco, Pier Carpi, Alfredo Castelli e Carlo Peroni, Ernesto Cattoni, Enzo Lunari e di Maurizio Comi. La seconda serie si interrompe nel 1972 dopo nove numeri. Al suo posto viene pubblicata la testata Super VIP.
All'interno si trovano una varietà di stili grafici e indagini culturali, antesignano di altre riviste contenitore come Comic Art e L'Eternauta, che con un formato preso dai precedenti esempi di linus ed Eureka pubblica opere di disegnatori esordienti affiancati da maestri del fumetto. Le storie sono quasi tutte ambientate in Italia e in essi scompare dai fumetti il "voi" fascista per sostituirlo col lei. Oltre alle storie a fumetti vi erano rubriche di cinema, dossier sul mondo dell’occulto, della narrativa, dell'illustrazione e del fumetto opera di due maestri dell’editoria come Castelli e Pier Carpi che venne consacrata dal conferimento del premio Yellow Kid all'ottava edizione del Salone Internazionale dei Comics di Lucca. Tuttavia fu proprio un aumento della satira che allontanò il grosso dei lettori, unitamente al fatto che la rivista aveva un costo, per l'epoca, davvero elevato arrivando nel 1971 a toccare il prezzo di 500 lire. Nel 1970 Marco Baratelli e Alfredo Castelli realizzano una riduzione del film Nosferatu il vampiro, capolavoro del cinema muto tedesco, in otto tavole con una locandina del film realizzata dal disegnatore Carlo Peroni.
La serie ha avuto anche un’edizione francese e una spagnola e parte del materiale pubblicato in Italia venne poi distribuito in diversi altri paesi. Nel maggio 2003 il regista e scrittore Luigi Cozzi riprese la pubblicazione di Horror in un formato graficamente identico a quello della prima serie pubblicando solo 3 numeri a cadenza bimestrale.

### Horror Pocket
Nella collana Horror Pocket vennero ristampate in volumi antologici serie e storie singole già apparse sulla rivista. Vennero pubblicati in totale 21 numeri suddivisi in due serie, la prima edita da ottobre 1972 al settembre 1974 e la seconda da ottobre a dicembre 1974:
Serie I
1. "La cripta del dottor Horror"
2. "Metti un... licantropo a cena!"
3. "I racconti dell'Angelo Nero"
4. "L'ABC del terrore"
5. "Incubo in sei atti"
6. "Brivido a fumetti"
7. "Dall'Inferno con terrore"
8. "Follia a cinque dimensioni"
9. "Lo scrigno del dottor Horror"
10. "Ballata infernale"
11. "Il supermarket dell'Aldilà"
12. "I fumetti dei dannati"
13. "Nero di sera... Apocalisse si spera...!"
14. "Frankenstein superstar!"
15. "Anonima Incubi"
16. "Concerto macabro"
17. "Brucia strega brucia!"
18. "Il fascino sottile della paura"

Serie II
1. "L'orgia di Satana"
2. "I cinque volti della Morte"
3. "Cin-cin col demonio"

## Autori
Collaborano con la testata oltre sessanta autori tra cui fra gli scrittori abbiamo Giancarlo Albano, Mario Gomboli, Marco Baratelli, Alfredo Castelli e Pier Carpi mentre fra i disegnatori si possono ricordare:
- Aldo Di Gennaro (n. 7)
- Dino Battaglia, Franco Bonvicini (Bonvi) (nn. 11, 12 e 15),
- Guido Buzzelli (nn. 20/21),
- Leone Cimpellin (nn. 6/10, 14, 16 e 21),
- Philippe Druillet (nn. 13/16),
- Giovanni Canti (nn. 1/4, 15, 19 e 21),
- Guido Crepax, Alarico Gattia (nn. 20 e 22),
- Robert Gigi (n. 7),
- Jean Giraud (Gir) (n. 9),
- Gianni Grugef (nn. 4, 11, 13, 16/17 e 20),
- Giorgio Montorio (nn. 1/5, 7, 14, 17 e 20/21),
- Carlo Peroni (nn. 1/5, 7, 9/10, 16, 19 e 21),
- Hugo Pratt, Magnus (n. 11),
- Marco Rostagno (nn. 1/6),
- Enric Siò (n. 5),
- Sergio Zaniboni (nn. 1/9 e 15/19)
- Nevio Zeccara (nn. 6, 9 e 11/13).